# 陳來興
陳來興（1949年—），台灣油畫藝術家，彰化出身，參與諸多台灣社會運動，受人稱「台灣梵谷」。其為許多台灣重要的社會運動參與者或運動現場作畫，諸如曹以雄等。